# Natalia Kuchinskaya
Natalia Kuchinskaya (en russe : Наталья Александровна Кучинская; née le 8 mars 1949) est une ancienne gymnaste soviétique. Elle est notamment 3 fois championne du monde en 1966 et double médaille d'or aux jeux olympiques de Mexico en 1968. Elle fait partie du Temple de la renommée de la gymnastique depuis 2006.
Aux championnats du monde de gymnastique artistique 1966, elle remporte une médaille dans chacune des épreuves.